# 가회초등학교
가회초등학교는 대한민국 경상남도 합천군 가회면 덕촌리에 있는 공립 초등학교이다.

## 연혁
- 1925년 9월 1일 가회공립보통학교 개교
- 1938년 4월 1일 가회공립심상소학교로 개명[1]
- 1941년 4월 1일 가회공립국민학교로 개명[2]
- 1981년 3월 1일 병설유치원 설립인가(1학급)
- 1984년 3월 1일 특수학급 편성(1학급)
- 1991년 3월 1일 대기국민학교 본교에 통폐합
- 1994년 3월 1일 도성국민학교 본교에 통폐합
- 1995년 3월 1일 급식소 개소
- 1996년 3월 1일 가회초등학교로 개명[3]
- 2007년 8월 22일 황매꿈터 도서관 개관
- 2008년 8월 23일 가회학교마을 도서관 개관
- 2021년 3월 1일 제37대 김형수 교장 취임
- 2022년 2월 11일 제94회 졸업장 수여식(4,842명)

## 상징
- 교화 - 연산홍 : 진달래과의 원예식물로서 잎은 둥근 모양이다. 빨강, 자주, 흰색의 아름다운 꽃이 피며 꽃말은 ‘첫사랑’이다. 우리 가회 어린이들도 이 꽃처럼 항상 사랑하는 마음을 가지도 노력하자.
- 교목 - 소나무 : 한자로는 [松]이라 하며 예로부터 모든 나무 중의 가장 높은 자리에 있으며 선비의 기개와 꿋꿋한 기상을 상징한다. 우리 가회 어린이들도 소나무의 기상과 늘 푸른 정신을 이어가길 바란다.

## 참고 자료
- 가회초등학교 - 한국교육학술정보원 학교알리미